# Ilybius vittiger
Ilybius vittiger är en skalbaggsart som först beskrevs av Leonard Gyllenhaal 1827.  Ilybius vittiger ingår i släktet Ilybius och familjen dykare. Arten är reproducerande i Sverige. Inga underarter finns listade i Catalogue of Life.